# إيفا كارلسون
إيفا كارلسون (بالسويدية: Eva Karlsson)‏ هي كاياكيرة سويدية، ولدت في 21 سبتمبر 1961 في كارلسكوغا في السويد.

## وصلات خارجية
- إيفا كارلسون على موقع أوليمبيديا (الإنجليزية)
- إيفا كارلسون على موقع اللجنة الأولمبية السويدية (السويدية)